# ایغدبل (توفان بی‌لی)
ایغدبل (به ترکی استانبولی: İğdebel) یک منطقهٔ مسکونی در ترکیه است که در توفانبیلی واقع شده‌است.